# Coppa Italia 2002-2003 (hockey su pista)
La Coppa Italia 2002-2003 è stata la 34ª edizione della principale coppa nazionale italiana di hockey su pista. Il torneo ha avuto inizio il 20 settembre e si è concluso il 7 dicembre 2002.
Il trofeo è stato conquistato dal Prato Primavera per la prima volta nella sua storia.

## Formula
Al torneo hanno preso parte 27 squadre iscritte al massimo campionato e alla serie cadetta. Le formazioni sono state divise in sette gironi all'italiana di quattro squadre ciascuno. Ogni girone si è svolto con partite di sola andata in sede unica, sul campo di gioco della società miglior offerente.
La prima classificata di ogni raggruppamento della prima fase si è qualificate per i gironi della seconda fase (due gruppi di quattro squadre ciascuno), che si sono svolti con la medesima formula. Tutti gli incontri delle prime due fasi sono stati disputati sulla durata di 40 minuti (anziché i canonici 50).
Le vincenti dei due gironi di seconda fase unitamente alle seconde classificate si sono affrontate nelle final four per l'assegnazione del trofeo.

## Squadre partecipanti
Serie A1
- Bassano 54
- Breganze
- CGC Viareggio
- Follonica
- Forte dei Marmi
- Goriziana
- Modena
- Marzotto Valdagno
- Novara -  Detentore Coppa Italia 2001-2002
- Primavera Prato - Finalista Coppa Italia 2001-2002
- Roller Salerno
- Seregno
- Thiene
- Trissino

Serie A2
- Amatori Lodi
- Bassano 54 (B)
- Castiglione
- La Mela
- Matera
- Molfetta
- Montebello
- Salernitana
- Roller Novara
- Rotellistica 93
- Sandrigo
- Sarzana
- SPV Viareggio

## Risultati

### Prima fase

#### Girone 1
Il girone 1 fu disputato a Bassano del Grappa il 21 settembre 2002.
| Squadra        | Pt | G | V | N | P | GF | GS | DG |
| -------------- | -- | - | - | - | - | -- | -- | -- |
| Novara         | 6  | 2 | 2 | 0 | 0 | 11 | 3  | +8 |
| Trissino       | 3  | 2 | 1 | 0 | 1 | 3  | 4  | -1 |
| Bassano 54 (B) | 0  | 2 | 0 | 0 | 2 | 3  | 10 | -7 |

| Bassano del Grappa 21 settembre 2002 | Bassano 54 | 1 – 2 | Trissino | PalaSind |

| Bassano del Grappa 21 settembre 2002 | Novara | 8 – 2 | Bassano 54 | PalaSind |

| Bassano del Grappa 21 settembre 2002 | Trissino | 1 – 3 | Novara | PalaSind |

#### Girone 2
Il girone 2 fu disputato a Seregno dal 20 al 21 settembre 2002.
| Squadra         | Pt | G | V | N | P | GF | GS | DG  |
| --------------- | -- | - | - | - | - | -- | -- | --- |
| Primavera Prato | 9  | 3 | 3 | 0 | 0 | 32 | 4  | +28 |
| Seregno         | 6  | 3 | 2 | 0 | 1 | 12 | 7  | +5  |
| Montebello      | 3  | 3 | 1 | 0 | 2 | 4  | 20 | -16 |
| Castiglione     | 0  | 3 | 0 | 0 | 3 | 5  | 22 | -17 |

| Seregno 20 settembre 2002 | Seregno | 4 – 1 | Montebello | PalaPorada |

| Seregno 20 settembre 2002 | Primavera Prato | 13 – 2 | Castiglione | PalaPorada |

| Seregno 21 settembre 2002 | Primavera Prato | 14 – 0 | Montebello | PalaPorada |

| Seregno 21 settembre 2002 | Seregno | 6 – 1 | Castiglione | PalaPorada |

| Seregno 21 settembre 2002 | Montebello | 3 – 2 | Castiglione | PalaPorada |

| Seregno 21 settembre 2002 | Seregno | 2 – 5 | Primavera Prato | PalaPorada |

#### Girone 3
Il girone 3 fu disputato a Valdagno dal 20 al 21 settembre 2002.
| Squadra           | Pt | G | V | N | P | GF | GS | DG  |
| ----------------- | -- | - | - | - | - | -- | -- | --- |
| Bassano 54        | 9  | 3 | 3 | 0 | 0 | 28 | 6  | +22 |
| Rotellistica 93   | 4  | 3 | 1 | 1 | 1 | 11 | 17 | -6  |
| Marzotto Valdagno | 2  | 3 | 0 | 2 | 1 | 6  | 12 | -6  |
| La Mela           | 1  | 3 | 0 | 1 | 2 | 9  | 19 | -10 |

| Valdagno 20 settembre 2002 | Marzotto Valdagno | 3 – 3 | Rotellistica 93 | PalaLido |

| Valdagno 20 settembre 2002 | Bassano 54 | 11 – 3 | La Mela | PalaLido |

| Valdagno 21 settembre 2002 | Marzotto Valdagno | 3 – 3 | La Mela | PalaLido |

| Valdagno 21 settembre 2002 | Bassano 54 | 11 – 3 | Rotellistica 93 | PalaLido |

| Valdagno 21 settembre 2002 | La Mela | 3 – 5 | Rotellistica 93 | PalaLido |

| Valdagno 21 settembre 2002 | Marzotto Valdagno | 0 – 6 | Bassano 54 | PalaLido |

#### Girone 4
Il girone 4 fu disputato a Viareggio dal 20 al 21 settembre 2002.
| Squadra         | Pt | G | V | N | P | GF | GS | DG  |
| --------------- | -- | - | - | - | - | -- | -- | --- |
| Goriziana       | 7  | 3 | 2 | 1 | 0 | 33 | 3  | +30 |
| Forte dei Marmi | 7  | 3 | 2 | 1 | 0 | 21 | 1  | +20 |
| SPV Viareggio   | 3  | 3 | 1 | 0 | 2 | 4  | 29 | -25 |
| Sarzana         | 0  | 3 | 0 | 0 | 3 | 5  | 30 | -25 |

| Viareggio 20 settembre 2002 | SPV Viareggio | 0 – 18 | Goriziana | PalaBarsacchi |

| Viareggio 20 settembre 2002 | Forte dei Marmi | 12 – 0 | Sarzana | PalaBarsacchi |

| Viareggio 21 settembre 2002 | SPV Viareggio | 0 – 8 | Forte dei Marmi | PalaBarsacchi |

| Viareggio 21 settembre 2002 | Goriziana | 14 – 2 | Sarzana | PalaBarsacchi |

| Viareggio 21 settembre 2002 | Sarzana | 3 – 4 | SPV Viareggio | PalaBarsacchi |

| Viareggio 21 settembre 2002 | Forte dei Marmi | 1 – 1 | Goriziana | PalaBarsacchi |

#### Girone 5
Il girone 5 fu disputato a Salerno dal 20 al 21 settembre 2002.
| Squadra        | Pt | G | V | N | P | GF | GS | DG  |
| -------------- | -- | - | - | - | - | -- | -- | --- |
| Follonica      | 7  | 3 | 2 | 1 | 0 | 15 | 5  | +10 |
| Roller Salerno | 7  | 3 | 2 | 1 | 0 | 13 | 5  | +8  |
| Molfetta       | 3  | 3 | 1 | 0 | 2 | 8  | 14 | -6  |
| Salernitana    | 0  | 3 | 0 | 0 | 3 | 4  | 16 | -12 |

| Salerno 20 settembre 2002 | Roller Salerno | 6 – 2 | Molfetta | PalaTulimieri |

| Salerno 20 settembre 2002 | Follonica | 7 – 1 | Salernitana | PalaTulimieri |

| Salerno 21 settembre 2002 | Molfetta | 1 – 5 | Follonica | PalaTulimieri |

| Salerno 21 settembre 2002 | Roller Salerno | 4 – 0 | Salernitana | PalaTulimieri |

| Salerno 21 settembre 2002 | Salernitana | 3 – 5 | Molfetta | PalaTulimieri |

| Salerno 21 settembre 2002 | Roller Salerno | 3 – 3 | Follonica | PalaTulimieri |

#### Girone 6
Il girone 6 fu disputato a Modena dal 20 al 21 settembre 2002.
| Squadra       | Pt | G | V | N | P | GF | GS | DG  |
| ------------- | -- | - | - | - | - | -- | -- | --- |
| Modena        | 9  | 3 | 3 | 0 | 0 | 17 | 7  | +10 |
| Roller Novara | 4  | 3 | 1 | 1 | 1 | 12 | 13 | -1  |
| CGC Viareggio | 4  | 3 | 1 | 1 | 1 | 13 | 17 | -4  |
| Sandrigo      | 0  | 3 | 0 | 0 | 3 | 9  | 14 | -5  |

| Modena 20 settembre 2002 | Modena | 3 – 1 | Sandrigo | PalaMolza |

| Modena 20 settembre 2002 | CGC Viareggio | 4 – 4 | Roller Novara | PalaMolza |

| Modena 21 settembre 2002 | Sandrigo | 5 – 7 | CGC Viareggio | PalaMolza |

| Modena 21 settembre 2002 | Modena | 6 – 4 | Roller Novara | PalaMolza |

| Modena 21 settembre 2002 | Roller Novara | 4 – 3 | Sandrigo | PalaMolza |

| Modena 21 settembre 2002 | Modena | 8 – 2 | CGC Viareggio | PalaMolza |

#### Girone 7
Il girone 7 fu disputato a Thiene dal 21 al 22 settembre 2002.
| Squadra      | Pt | G | V | N | P | GF | GS | DG  |
| ------------ | -- | - | - | - | - | -- | -- | --- |
| Breganze     | 9  | 3 | 3 | 0 | 0 | 23 | 10 | +13 |
| Amatori Lodi | 6  | 3 | 2 | 0 | 0 | 15 | 12 | +3  |
| Matera       | 3  | 3 | 1 | 0 | 2 | 11 | 16 | -5  |
| Thiene       | 0  | 3 | 0 | 0 | 3 | 11 | 22 | -11 |

| Thiene 21 settembre 2002 | Thiene | 3 – 6 | Amatori Lodi | PalaCeccato |

| Thiene 21 settembre 2002 | Breganze | 6 – 3 | Matera | PalaCeccato |

| Thiene 21 settembre 2002 | Matera | 3 – 7 | Amatori Lodi | PalaCeccato |

| Thiene 21 settembre 2002 | Breganze | 11 – 5 | Thiene | PalaCeccato |

| Thiene 22 settembre 2002 | Matera | 5 – 3 | Thiene | PalaCeccato |

| Thiene 22 settembre 2002 | Breganze | 6 – 2 | Amatori Lodi | PalaCeccato |

### Seconda fase

#### Girone A
Il girone A fu disputato a Modena dal 27 al 28 settembre 2002.
| Squadra    | Pt | G | V | N | P | GF | GS | DG |
| ---------- | -- | - | - | - | - | -- | -- | -- |
| Bassano 54 | 9  | 3 | 3 | 0 | 0 | 12 | 3  | +9 |
| Novara     | 6  | 3 | 2 | 0 | 1 | 9  | 12 | -3 |
| Breganze   | 1  | 3 | 0 | 1 | 2 | 10 | 13 | -3 |
| Modena     | 1  | 3 | 0 | 1 | 2 | 5  | 8  | -3 |

| Modena 27 settembre 2002 | Modena | 1 – 2 | Novara | PalaMolza |

| Modena 27 settembre 2002 | Bassano 54 | 3 – 2 | Breganze | PalaMolza |

| Modena 27 settembre 2002 | Modena | 0 – 2 | Bassano 54 | PalaMolza |

| Modena 28 settembre 2002 | Novara | 6 – 4 | Breganze | PalaMolza |

| Modena 27 settembre 2002 | Modena | 4 – 4 | Breganze | PalaMolza |

| Modena 28 settembre 2002 | Bassano 54 | 7 – 1 | Novara | PalaMolza |

#### Girone B
Il girone B fu disputato a Follonica dal 28 al 29 settembre 2002.
| Squadra         | Pt | G | V | N | P | GF | GS | DG  |
| --------------- | -- | - | - | - | - | -- | -- | --- |
| Primavera Prato | 9  | 3 | 3 | 0 | 0 | 18 | 3  | +15 |
| Follonica       | 6  | 3 | 2 | 0 | 1 | 10 | 8  | +2  |
| Forte dei Marmi | 3  | 3 | 1 | 0 | 2 | 5  | 15 | -10 |
| Goriziana       | 0  | 3 | 0 | 0 | 3 | 7  | 14 | -7  |

| Follonica 28 settembre 2002 | Follonica | 3 – 0 | Forte dei Marmi | Pista Armeni |

| Follonica 28 settembre 2002 | Primavera Prato | 4 – 1 | Goriziana | Pista Armeni |

| Follonica 29 settembre 2002 | Follonica | 5 – 2 | Goriziana | Pista Armeni |

| Follonica 29 settembre 2002 | Primavera Prato | 8 – 0 | Forte dei Marmi | Pista Armeni |

| Follonica 29 settembre 2002 | Forte dei Marmi | 5 – 4 | Goriziana | Pista Armeni |

| Follonica 29 settembre 2002 | Follonica | 2 – 6 | Primavera Prato | Pista Armeni |

### Final four
La Final four del torneo si è disputata a Prato dal 6 al 7 dicembre 2002.

#### Tabellone
|  | Semifinali      | Semifinali      | Semifinali      |                 |            | Finale 1º/2º posto | Finale 1º/2º posto | Finale 1º/2º posto |  |
|  |                 |                 |                 |                 |            |                    |                    |                    |  |
|  | Bassano 54      | Bassano 54      | 5               |                 |            |                    |                    |                    |  |
|  | Bassano 54      | Bassano 54      | 5               |                 |            |                    |                    |                    |  |
|  | Follonica       | Follonica       | 2               |                 |            |                    |                    |                    |  |
|  | Follonica       | Follonica       | 2               |                 | Bassano 54 | Bassano 54         | 2                  |                    |  |
|  |                 |                 |                 |                 | Bassano 54 | Bassano 54         | 2                  |                    |  |
|  |                 |                 | Primavera Prato | Primavera Prato | 7          |                    |                    |                    |  |
|  | Primavera Prato | Primavera Prato | Primavera Prato | Primavera Prato | 7          | 7                  |                    |                    |  |
|  | Primavera Prato | Primavera Prato |                 |                 |            | 7                  |                    |                    |  |
|  | Novara          | Novara          | 2               |                 |            | Finale 3º/4º posto | Finale 3º/4º posto | Finale 3º/4º posto |  |
|  | Novara          | Novara          | 2               |                 |            |                    |                    |                    |  |
|  |                 |                 |                 |                 |            |                    |                    |                    |  |
|  |                 |                 |                 |                 |            | Follonica          | Follonica          | 5                  |  |
|  |                 |                 |                 |                 |            | Follonica          | Follonica          | 5                  |  |
|  |                 |                 |                 |                 |            | Novara             | Novara             | 2                  |  |

#### Semifinali
| Prato 6 dicembre 2002 | Bassano 54 | 5 – 2 | Follonica | PalaRogai |

| Prato 6 dicembre 2002 | Primavera Prato | 7 – 2 | Novara | PalaRogai |

#### Finale
| Prato 7 dicembre 2002 | Primavera Prato | 7 – 2                            | Bassano 54 | PalaRogai |
| \| \| \| \| \| A. Bertolucci 14'00" 27'00" P. Bresciani 14'04" M. Bertolucci 28'05" 42'00" E. Bernardini 32'00" M. Mariotti 44'00" \| Marcatori \| 6'00" A. Karam 43'00" M. Panizza \| |                 |                                  |            |           |
| |                 |                                  |            |           |
| A. Bertolucci 14'00" 27'00" P. Bresciani 14'04" M. Bertolucci 28'05" 42'00" E. Bernardini 32'00" M. Mariotti 44'00"                                                                    | Marcatori       | 6'00" A. Karam 43'00" M. Panizza |            |           |